# カトリック金門・馬祖使徒座管理区
カトリック金門・馬祖使徒座管理区（中: 天主教金門、馬祖宗座署理區、略称: 金馬宗座署理區、英: Kinmen-Matsu Apostolic Administration）は、中華民国福建省の金門県および連江県を管轄区域とするキリスト教カトリック教会の使徒座管理区であり、1981年以降は台北大司教に管理が委ねられている。

## 沿革
- 1949年 - 中国大陸に中華人民共和国が成立、中華民国政府は台湾に撤退した。その結果、金門、馬祖の両地域は、それぞれ属していたアモイ教区と福州大司教区から事実上分離された。
- 1968年 - 9月25日、教皇庁は業務統括の便宜を図るため、金門・馬祖使徒座管理区を設立。初代（および2代目の）管理者には中国から台湾に逃れていた外国籍の司教が担当した。後に台北大司教が管理者を兼務することが定例となり、すなわち教皇庁と台北大司教が共同で管理し、実際の教会運営は現地の神父が担当する。

## 統計
| 番号 | 項目               | 数値  |
| ---- | ------------------ | ----- |
| 1    | 信徒数             | 90名  |
| 2    | 司教および司祭     | 3名   |
| 3    | 修道士および修道女 | 1名   |
| 4    | 小教区             | 3箇所 |
| 5    | 巡回教会           | -     |

（2010年現在）

## 歴代管理者
- 初代 – フィリップ・コーテ（イエズス会） 1969年 - 1970年
- 2代 – アルフォンス・ヴァン・ブヘンハウト（淳心会） 1970年 - 1981年
- 3代 - マタイ賈彦文 1981年 - 1989年
- 4代 - ヨセフ狄剛 1989年 - 2004年
- 5代 - ヨセフ鄭再発 2004年 - 2007年
- 6代 - ヨハネ洪山川（神言会） 2007年 - 現在